# Speispinnen
Speispinnen (Scytodidae), auch Leimschleuderspinnen, sind eine Familie haplogyner, echter Webspinnen (Araneomorphae). Die Familie umfasst aktuell 5 Gattungen und 232 Arten, wobei die Gattung Scytodes mit 221 Arten die artenreichste ist (Stand: April 2016). Sie jagen ihre Beute durch aus den Kieferklauen (Cheliceren) ausgeschleuderte Leimfäden. Nicht mit ihnen zu verwechseln ist die manchmal ebenfalls „Speispinnen“ genannte Familie Sicariidae.
Die einzige in Mitteleuropa heimische Art dieser Familie, die drei bis sechs Millimeter große Speispinne (Scytodes thoracica), bewohnt in Mitteleuropa ausschließlich Gebäude.

## Beschreibung
Angehörige der Speispinnen sind die einzigen Webspinnen, die ihre Beute aus der Distanz überwältigen. Ihre Beute lokalisieren sie mit Becherhaaren (Trichobothrien) am vorderen Beinpaar. Sie spucken aus umgewandelten Giftdrüsen durch vergrößerte Chelicerenöffnungen ein Gemisch aus Gift und Leim bis zu 20 Millimeter weit auf ihre Beutetiere. Die umgewandelten Giftdrüsen besitzen eine Vorratskammer im Vorderkörper der Spinne, die durch Muskelkontraktion entleert wird. Die Beutetiere werden in 140 ms durch den sowohl horizontal wie vertikal, etwa 20 mal zick-zack-förmig und exakt gespuckten Leim am Untergrund festgeklebt und durch das Gift betäubt, um verspeist zu werden. Zuweilen oszillieren die Cheliceren nur horizontal oder nur vertikal. Warum das so ist, ist noch unklar. Leim und Gift wirken sofort. Die Beute wird nach Größe und Schnelligkeit der Bewegungen ausgesucht.
Die Spinnwarzen sind trotzdem vorhanden. Die Männchen stellen vor der Kopulation einen Faden her, der dann vom dritten Beinpaar gehalten und über die Geschlechtsöffnung gestreift wird, um das Sperma aufzunehmen. Das Sperma wird dann von Verdickungen der Pedipalpen (Kiefertaster) in die Bulben aufgenommen. Die Bulben schließlich werden in die Geschlechtsöffnung (ohne Epigyne) des Weibchens eingeführt. Das Weibchen spinnt einen Eisack, den sie mit den Cheliceren festhält und unter dem Sternum – an der Brust – mit sich herumträgt.

## Systematik
Der World Spider Catalog listet für die Speispinnen aktuell 5 Gattungen und 232 Arten, von denen allein 221 Arten zur Gattung Scytodes gehören. (Stand: April 2016)
- Dictis L. Koch, 1872
  - Dictis denticulata Dankittipakul & Singtripop, 2010
  - Dictis elongata Dankittipakul & Singtripop, 2010
  - Dictis ganeshi Keswani, 2015
  - Dictis mumbaiensis Ahmed et al., 2015
  - Dictis striatipes L. Koch, 1872
  - Dictis thailandica Dankittipakul & Singtripop, 2010
- Scyloxes Dunin, 1992
  - Scyloxes asiatica Dunin, 1992
- Scytodes Latreille, 1804
- Soeuria Saaristo, 1997
  - Soeuria soeur Saaristo, 1997
- Stedocys Ono, 1995
  - Stedocys leopoldi (Giltay, 1935)
  - Stedocys pagodas Labarque, Grismado, Ramírez, Yan & Griswold, 2009
  - Stedocys uenorum Ono, 1995

## Fossile Belege
Fossile Speispinnen sind äußerst selten. Aus eozänem baltischen Bernstein und dem überwiegend etwas jüngeren dominikanischen Bernstein wurden einige Exemplare geborgen, die alle der Gattung Scytodes angehören.